# Richtfunkmast Essen
Der Richtfunkmast Essen war ein abgespannter Stahlfachwerkmast im Essener Stadtteil Holsterhausen. Die montierte Anlage ermöglichte die Richtfunkverbindunge der Deutschen Bundesbahn nach Frankfurt am Main. 
Der Sendemast wurde 1955 errichtet, war 181 Meter hoch und wurde 1971 niedergelegt, nachdem der DB-Fernsprechverkehr auf Kabel umgestellt wurde. Die nahegelegene Straße Am Funkturm wurde 1961 nach diesem benannt.